# Micropterus henshalli
A Micropterus henshalli a sugarasúszójú halak (Actinopterygii) osztályának sügéralakúak (Perciformes) rendjébe, ezen belül a díszsügérfélék (Centrarchidae) családjába tartozó faj.

## Előfordulása
A Micropterus henshalli előfordulási területe az észak-amerikai kontinensen van. Az Amerikai Egyesült Államok egyik endemikus hala. Azokban az alabamai folyókban található meg, amelyek a Mobile-öbölbe ömlenek.

## Megjelenése
Eddig a legnagyobb kifogott egyede 61 centiméteres volt. Igen hasonlít a Micropterus punctulatusra; a különbséget az oldalvonal mentén levő 68-84 (általában 71 vagy több) pórusos pikkely okozza. A hátán egy nagy fekete folt látható, de ez nem éri el a hátúszótövét. Foltok vannak a testoldalain is, de ezek nem nyúlnak el a faroknál.

## Életmódja
Szubtrópusi és mérsékelt övi, édesvízi halfaj, amely a mederfenék közelében él.